# 1981 Midas
För andra betydelser, se Midas (olika betydelser).
1981 Midas eller 1973 EA är en asteroid upptäckt 6 mars 1973 av den amerikanska astronomen Charles T. Kowal vid Palomar-observatoriet. Asteroiden har fått sitt namn efter Midas inom grekisk mytologi.
Midas omloppsbana ligger så nära jordens som 420 000 km vilket är strax bortom månen. Senast asteroiden var nära jorden var 1992 då den passerade på 19,9 miljoner kilometers avstånd. Periheliepassagen 2018 skedde på 13,4 miljoner kilometers avstånd. Den senaste passagen skedde 3 februari 2023.
Den korsar även Mars omloppsbana.